# Vybz Kartel
Adidja Azim Palmer, cujo nome artístico é Vybz Kartel, (Kingston, 7 de janeiro de 1976) é um cantor e compositor jamaicano de dancehall, reggae e hip-hop. Ele também é conhecido pelos apelidos King of the Dancehall e World Boss. Vybz Kartel já fez parcerias musicais com vários artistas famosos, como Rihanna, Major Lazer, Jay-Z,  Pitbull, sendo considerado uma grande inspiração para vários artistas do estilo dancehall e também de outros estilos musicais, como o cantor e rapper Drake.
Em abril de 2014, ele foi condenado a prisão perpétua, tendo sido considerado culpado pela morte do antigo sócio Clive "Lizard" Williams. Mesmo após a sua prisão, Vybz Kartel continua lançando novas músicas e novos álbuns.

## Início de carreira: 1993-2002
Adidja Palmer (Vybz Kartel) começou sua carreira na sua adolescência no ano de 1993. Sua primeira gravação foi "Love Fat Woman", lançada pela gravadora One Heart de Alvin Reid. Na época, ele usava o nome artístico de "Adi Banton", como uma homenagem ao cantor Buju Banton. Pouco tempo depois, Adidja Palmer fez parte de um grupo musical de três membros conhecido como "Vybz Cartel". Após a separação do grupo, Adidja Palmer adotou o nome artístico de "Vybz Cartel", fazendo diversas parcerias musicais com o cantor Bounty Killer.

## Início do sucesso: 2003-2008
Vybz Kartel ganhou destaque no ano de 2003, após uma série de canções que fizeram sucesso na Jamaica. No mesmo ano, Vybz Kartel se envolveu em um confronto pré-planejado no palco com o cantor Ninjaman no festival anual de dancehall "Sting", na cidade natal de Kartel, Portmore. O confronto se tornou violento quando os membros aliados de Kartel, assim como o próprio Kartel, deram socos e atacaram Ninjaman no palco. Embora o empresário de Kartel inicialmente culpasse Ninjaman, o próprio Kartel rapidamente se desculpou com os organizadores de Ninjaman e do festival Sting pela briga. Quatro dias após o incidente, os dois artistas compareceram à imprensa para anunciar um acordo sobre suas diferenças e acabar com qualquer animosidade.
Do início ao meio de sua carreira, Kartel lançou uma série de álbuns pelo selo britânico Greensleeves Records, como "Up 2 Di Time", "More Up 2 Di Time" e "JMT". Ele criou sua própria gravadora, a Adidjahiem / Notnice Records com seu parceiro de negócios e produtor Ainsley "Notnice" Morris. Depois de se separar da gravadore de Bounty Killer, liderada pelo grupo de artistas jamaicanos conhecido como "The Alliance" em 2006, Kartel se juntou ao Portmore Empire, um grupo de DJs e cantores de dancehall de seu bairro de Portmore que assinaram com sua recém-fundada Adidjahiem / Notnice Records.

## King of the Dancehall: 2009 – presente
No ano de 2009, Vybz Kartel passou a ganhar bastante destaque em vários outros países como Estados Unidos. Sua música "Romping Shop", lançada em parceria com a cantora jamaicana Spice, estreou na parada de singles Top 100 da Billboard, e a música "Dollar Sign" tocava  constantemente em estações de rádio americanas.
Seu single "Clarks" de 2010 foi um de seus maiores sucessos internacionais, permanecendo entre os três melhores singles de reggae e ganhando o maior número de reproduções de rádio na América do Norte por 40 semanas. "Clarks" também foi apresentado na série de TV So You Think You Can Dance Canada, e em um segmento da CNN sobre dancehall dance. Quando seus singles "Clarks", "Clarks 2 (Clarks Again)" e "Clarks 3 (Wear Weh Yuh Clark) foram lançados em 2010, seus números de vendas na Jamaica aumentaram consideravelmente. Em 2011, ele lançou seu própria linha de calçados, chamada Addi's, bem como sua própria linha de sabonete usado para o clareamento da pele.
Ainda em 2011, o Vice Guide to Dancehall da MTV apresentou Kartel em sua festa semanal. Vybz Kartel também chegou a apresentar seu próprio reality show, o "Teacha's Pet" na emissora CVM Jamaica. Teacha's Pet foi o primeiro reality show apresentado por um artista de dancehall na Jamaica. No reality, 20 mulheres moravam em uma casa de Kingston e competiam pelo afeto de Vybz Kartel. O conteúdo lascivo do programa provocou a condenação de seu patrocinador, a empresa de telecomunicações LIME. O show foi interrompido com a prisão de Vybz Kartel sob acusação de assassinato em setembro de 2011.
Em 2016, enquanto estava na prisão, Kartel lançou seu álbum de maior sucesso internacional, King of the Dancehall, que alcançou a segunda posição na Billboard Reggae Charts dos EUA. O álbum incluiu o single "Fever", que liderou várias paradas musicais locais e se tornou o seu maior sucesso em sites de streaming.
Kartel reuniu-se novamente com o produtor de Kingston Story, Dre Skull, para o single "Real Bad Gal" em 2017. Dois de seus sete filhos, continuaram seu legado musical, como Jaheim, também conhecido como Little Vybz, e Akheel Raheim Palmer, também conhecido como Little Addi. Ambos tem lançado música desde 2014 como um duo conhecido como PG 13 (também conhecido como Kartel Sons). Em 2019, ambos foram apresentados no riddim "Fully Gaza", em canções separadas, com Likkle Vybz se unindo ao pai Vybz na faixa-título "Fully Gaza", enquanto Likkle Addi canta sozinho na canção em "Dolla Sign".
Em janeiro de 2020, Kartel lançou um álbum de 10 faixas, "To Tanesha", que foi dedicado a sua esposa e mãe de seus três filhos, Tanesha Johnson. Eles co-produziram o álbum com suas respectivas gravadoras: Short Boss Muzik e Vybz Kartel Muzik.
Em 26 de junho de 2020, Kartel lançou seu décimo quinto álbum de estúdio, Of Dons & Divas.

## Prisão
No dia 29 de setembro de 2011, Vybz Kartel foi preso pela polícia por porte de maconha. O Major da Força-tarefa de investigação da Jamaica acusou posteriormente Vybz Kartel de assassinar o empresário jamaicano, Barrington Burton, além disso, Kartel também foi acusado de conspiração e de posse ilegal de uma arma de fogo.
Enquanto estava na prisão em 2012, Vybz Kartel escreveu o livro The Voice Of The Jamaican Ghetto: Encarcerated but not Silenced (A Voz do Gueto Jamaicano: Encarcerado, mas não Silenciado), co-escrito com o parceiro de negócios Michael Dawson. O livro foi publicado no mesmo ano.
Embora Kartel tenha pagado fiança de $ 3.000.000 de dólares jamaicanos pela acusação assassinato de Burton em 23 de março de 2012, ele permaneceu na prisão em conexão com um segundo assassinato de um homem chamado Clive 'Lizard' Williams, de Waterford, St Catherine. Ele foi acusado, junto com outras duas pessoas incluindo Vanessa "Gaza Slim" Saddler, de obstruir o curso da justiça, após Saddler alegar que Williams a roubou para enganar a polícia fazendo-a acreditar que ele ainda estava vivo. O julgamento de Kartel foi originalmente agendado para 21 de janeiro de 2013, mas teve que ser adiado devido à falta de jurados, e foi remarcado para o dia 11 de julho de 2013.

## Julgamento
Em 24 de julho, um júri considerou Kartel inocente da acusação de assassinato de Barrington Burton. No entanto, Kartel permaneceu sob custódia até o segundo caso de assassinato. Seu julgamento pelo assassinato de Clive Williams começou em 18 de novembro de 2013 e em 13 de março de 2014, ele foi considerado culpado por um décimo primeiro membro do júri (10-1) pelo assassinato de Clive 'Lizard' Williams, de 27 anos. O julgamento de 65 dias foi considerado o mais longo da história da Jamaica.

## Condenação
Em 3 de abril de 2014, Kartel foi condenado à prisão perpétua. O juiz Lennox Campbell disse que seria elegível para liberdade condicional após cumprir 35 anos.

## Recurso
Exatamente seis anos depois da condenação, em 3 de abril de 2020, um grupo de juízes de três membros no Tribunal de Apelação da Jamaica reafirmou a condenação de Kartel. Em 17 de abril de 2020, o Tribunal de Apelação reduziu a elegibilidade da liberdade condicional de Kartel para 32 anos e 6 meses, citando a falha do Juiz Campbell em considerar o tempo que o cantor passou na prisão enquanto aguardava o julgamento em 2014. Kartel agora será elegível para liberdade condicional no ano de 2046.

## Controvérsias
A indicação de Kartel ao prêmio MOBO do Reino Unido em 2004 foi retirada em meio à controvérsia sobre o conteúdo considerado como homofóbico de suas letras. Várias letras de Kartel possuem conteúdo explícito tratando sobre temas sexuais.

### Clareamento da pele
Kartel tem estado sob controvérsia sobre o seu aparente clareamento da pele, o que fez com que se especulasse que ele estaria usando um sabonete da marca Blue Power Group para sua pele ficar mais clara. A marca negou que seus sabonetes clareiam a pele. Kartel afirmou que o sabonete usado para deixar sua pele mais clara era de sua própria marca, e que ele pretendia lançar esse sabonete no mercado local jamaicano e para clientes no exterior.

### Banimento para viajar para a Guiana
Em setembro de 2011, a Rede Nacional de Comunicações da Guiana baniu Vybz Kartel de viajar para o território guianês. Foi a primeira ação desse tipo contra um artista específico. O porta-voz da Rede Nacional de Comunicações da Guiana, Martin Goolsarran, disse que a música de Vybz Kartel continha "letras obscenas" e não trazia "nada de positivo" para a indústria do entretenimento.

### Rivalidade com o artista Mavado
Uma rivalidade pública entre Kartel e o ex-colaborador Mavado surgiu no final de 2006, decorrente da muito divulgada saída de Vybz do grupo conglomerado de dancehall conhecido como "The Alliance". A rivalidade resultou em várias faixas lançadas, nas quais cada artista insultava o outro e seus associados sobre os ritmos populares do dancehall. Em uma entrevista coletiva supervisionada pela polícia em março de 2007, Mavado e Vybz Kartel anunciaram publicamente o fim das hostilidades e pediram desculpas aos fãs.
No entanto, no verão de 2008, as tensões explodiram com uma renovação das "faixas dissimuladas" de cada artista, e um confronto lírico entre os dois no festival Sting de 2008 deixou opiniões mistas quanto ao "vencedor".
A maior parte de 2009 viu a continuação da rivalidade pública, que dominou a mídia jamaicana e, em certa medida, a cultura jamaicana, com as duas facções de artistas, Gaza (Kartel) e Gully (Mavado), sendo adotada por jovens jamaicanos, em alguns casos que levam à violência nas ruas.
Em 8 de dezembro de 2009, Kartel e Mavado se encontraram com o primeiro-ministro jamaicano Bruce Golding em uma tentativa de encerrar a rivalidade, que naquela época havia alimentado ataques de multidões em alguns bairros do centro da cidade de Kingston. Os dois haviam se apresentado juntos no palco na noite anterior em um sinal de boa vontade no West Kingston Jamboree, um show promovido pelo traficante Christopher "Dudus" Coke, líder de uma grande facção criminosa (que atua no território da Jamaica, Estados Unidos e Canadá) conhecida como "Shower Posse". Após a trégua em dezembro de 2009, os dois artistas estavam programados para realizar um show em março de 2010 em Barbados, que foi posteriormente cancelado pelo primeiro-ministro de Bajan David Thompson.

## Prêmios
- 2003
  - Stone Love's 30th Anniversary
    - DJ do ano de 2005
- 2008
  - CUMA (Caribbean Urban Music Awards)
- 2009
  - EME Awards
    - DJ Masculino do Ano
    - Compositor/Cantor do ano
    - Música do ano (Romping Shop com a cantora Spice)
- 2010
  - EME Awards

### Nomeações
- The Source Magazine
- VIBE
- UK Music of Black Origin Awards

## Álbuns
- Up 2 Di Time: 2003
- Timeless: 2004
- More Up 2 Di Time: 2004
- J.M.T.: 2005
- The Teacher's Back: 2008
- Most Wanted: 2009
- Pon Di Gaza 2.0: 2010
- Kingston Story: 2011
- The Voice of the Jamaican Ghetto - Incarcerated But Not Silenced: 2013
- Kartel Forever: Trilogy: 2013
- Viking (Vybz Is King): 2015
- King of the Dancehall: 2016
- To Tanesha: 2020
- Of Dons & Divas: 2020